# Parauxa puncticollis
Parauxa puncticollis är en skalbaggsart som beskrevs av Stefan von Breuning 1980. Parauxa puncticollis ingår i släktet Parauxa och familjen långhorningar.
Artens utbredningsområde är Madagaskar. Inga underarter finns listade i Catalogue of Life.